# Inventarna stela
Inventarna stela ali Stela faraonove hčerke je staroegipčanska spominska plošča iz obdobja Šestindvajsete dinastije (okoli 670 pr. n. št.). Na steli je seznam 22 božanskih kipov v lasti Izidinega templja in zapis, da je tempelj obstajal že pred vladavino faraona Keopsa (okoli 2580 pr. n. št.).

## Odkritje
Stelo je leta 1858 odkril francoski arheolog Auguste Mariette med  izkopavanji Izidinega templja. Stela je stala v neposredni bližini Velike sfinge v Gizi.

## Opis
Izvirna velikost stele ni znana, ker je bila ob odkritju poškodovana. Postavljena je bila v obdobju Šestindvajstete dinastije okoli leta 670 pr. n. št. Izdelana je iz poliranega granita in okrašena s spominskimi napisi v tako imenovanem prikaznem oknu. V oknu je prikazanih 22 božanskih kipcev raličnih božanstev in zapis, da so bili kipci del tempeljske lastnine. Ob kipcih je tudi opis njihovih dimenzij in gradiva.
Spominsko besedilo je napisano v okvirju v obliki obrnjene črke U okoli prikaznega okna. Besedilo hvali boginjo Izido, gospodarico piramid, in Ozirisa, gospodarja Rosta. Za njim je napis, da je bil Izidin tempelj na tem mestu postavljen že pred gradnjo velikih piramid  in da je tempelj v »Harmakisovi hiši« (Sfingin tempelj) vzhodno od Velike piramide odkril faraon Kufu. Sledi  zapis, da je Kufu najprej znova zgradil Izidin tempelj in zatem piramido za »kraljevo hčerko Henutsen«. Na koncu je hvalnica boginji Izdidi, katero imenuje »gospodarica piramid«.

## Zgodovinski pomen
Na verodostojnost Inventarne stele gledajo zgodovinarji in egiptologi z veliko previdnostjo. Besedilo vsebuje veliko neskladij, njegova izdelava pa je slaba. Za znanstvenike  je očitno, da je stela namerno ponarejena, ker  so jo ustvarili lokalni svečeniki, da bi Izidinemu templju pripisali zgodovino, ki je nikoli ni imel. Takšno ponarejanje je postalo pogosto, ko so se verske ustanove, kot so templji, svetišča in svečeniške domene, borile za politično pozornost in finančne in gospodarske donacije.
Najstarejše ruševine Izidinega templja so iz Srednjega kraljestva, ko je bilo veliko mastab uničenih, da bi se pripravil prostor za nove grobnice in templje. Izidini templji so bili zgrajeni na vseh vogalih kraljičine piramide G1-c, za katero velja, da je bila grobnica kraljice Henutsen. Prvi neposredni dokaz, da gre za ponaredek, je kartuša s Keopsovim Horovim imenom in ne z rojstnim imenom, kot je bilo takrat v navadi. Drugi dokaz je omemba boginje Izide, katere ime pred faraonom Njuserrejem iz Pete dinastije ni dokazljivo. Boginja tudi nikoli ni imela naziva »gospodarica piramid«. Tretji dokaz je kraljica Henutsen, katere starši niso bili znani in zato ni mogla biti rojena kot »kraljeva hčerka«.
Nekateri ljudje so kljub tem znanstvenim zaključkom prepričani, da so Velika sfinga in piramide v Gizi  mnogo starejši, kot menijo egiptologi, in vidijo v steli dokaz za svoje prepričanje.